# Unterbilk
Unterbilk è un quartiere (Stadtteil) della città tedesca di Düsseldorf, appartenente al distretto 3.